# Арминий
Арминий (на латински - Arminius; Armen; * 17 пр.н.е.; † 21 г.), известен и като Херман, е княз на древногерманското племе херуски. Оглавява въстание срещу Римската империя, в резултат на което границата й с германците се установява на река Рейн.
Той е син на римския съюзник и също вожд на херуските Сегимер (лат. Segimerus) и племеник на Ингвиомер (Inguiomer) - друга влиятелна фигура в племето. Поради това Арминий и брат му Флав (Flavus) са пратени да живеят и да се възпитават в Рим (в качеството си на заложници за лоялността на близките си към империята). Там те стават офицери в римските помощни войски. Арминий служи като командир на германски военни части (ductor popularium) дълго време в римската войска; получава римско гражданство, включен е в съсловието на конниците (Eques) и научава латински език.
Около 7/8 г. Арминий се връща при племето си, а през есента на 9 г. подготвя въстание. В него се включват и баща му и чичо му, но не и Флав, който остава на римска служба. През 9 г. в Битката в Тевтобургската гора Арминий унищожава три римски легиона, под командата на Квинтилий Вар. Почти всички войници на Вар са убити - в битката или принесени в жертва впоследствие, но някои са задържани в робство или освободени срещу откуп. Изглежда, че вестта за поражението е занесена на Октавиан Август от един от малцината измъкнали се от клането - по-късният преториански командир Касий Хереа, известен и с това, че убива император Калигула.
По-късно Арминий се спречква с доскорошния си съюзник Сегест - друг вожд на херуските, след като към края на 14 г. или началото на 15 г. отвлича (с нейно съгласие) дъщеря му Туснелда и се жени за нея, въпреки че самият Сегест е против това. От това се възползва римският военачалник Германик. През 15 г. Туснелда е взета от него и баща си в плен. По това време тя е бременна и ражда в затвора сина им Тумелик, който расте впоследствие в Равена. След това Германик на няколко пъти води успешни боеве с Арминий, но римската власт над германите така и не е наложена отново.